# Bienala de la Istanbul

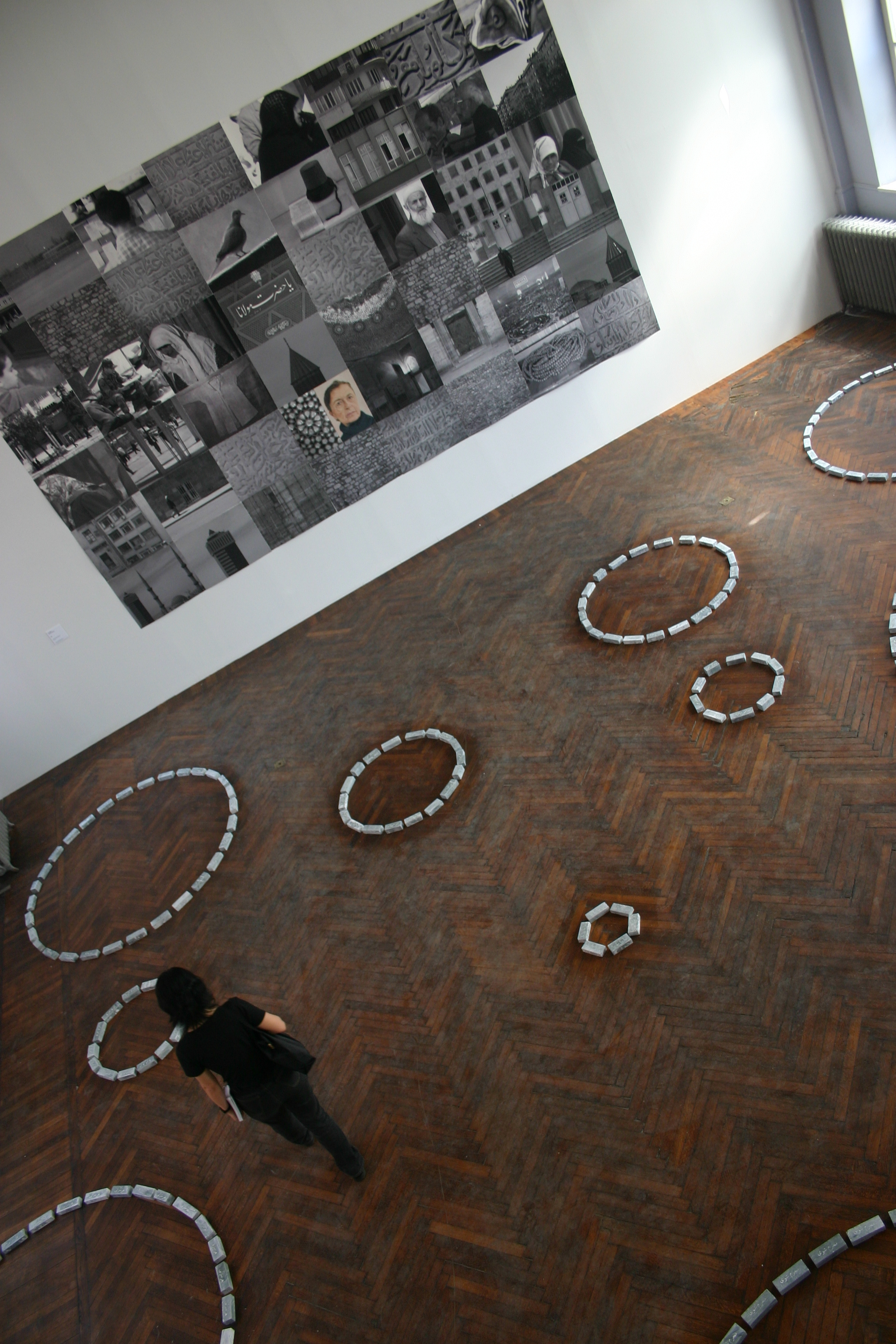
desene de Dan Perjovschi la ediţia din 2005 a bienalei

Bienala de la Istanbul (în turcă: Uluslararası İstanbul Bienali) este cea mai importantă expoziție de artă contemporană din sud estul Europei fiind tot odată unul din evenimentele de referință la nivel internațional.
A 10a ediție a bienalei de la Istanbul va avea loc între 8 septembrie - 4 noiembrie 2007 fiind curată de Hou Hanru.

## Alte evenimente internaționale majore de artă contemporană
- Bienala de la Veneția, (Italia)
- Bienala de la Sao Paolo, Brazilia
- Manifesta, Europa
- Documenta, Kassel, Germania